# Faruk Nafız Çamlıbel
Faruk Nafız Çamlıbel (* 1898; † 1973) war ein türkischer Dramatiker und Lyriker.
Die Lyrik Çamlıbels basiert meist auf den anatolischen Gegebenheiten seiner Zeit (Erciyes'ten Kopan Çığ), während seine Theaterstücke, im Wesentlichen Versdramen, auch ins Phantastische spielen.
In der Türkei bis heute gespielt war der Autor seinerzeit auch international kein unbedeutender Dramatiker. In Deutschland wurden von Çamlıbel z. B. Canavar (1925) und Akın (1932) unter den Titeln Der Drache und Drang aufgeführt.
| Personendaten    | Personendaten                     |
| ---------------- | --------------------------------- |
| NAME             | Çamlıbel, Faruk Nafız             |
| KURZBESCHREIBUNG | türkischer Dramatiker und Lyriker |
| GEBURTSDATUM     | 1898                              |
| STERBEDATUM      | 1973                              |